# Premuda (esploratore)
Il Premuda è stato un esploratore leggero (e successivamente un cacciatorpediniere) della Regia Marina, ex unità della Kaiserliche Marine.

## Storia
Impostato nel 1916 per la Kaiserliche Marine, era inizialmente classificato come cacciatorpediniere e denominato V 116. Completato il 31 luglio 1918, non divenne di fatto operativo prima della conclusione della prima guerra mondiale.
Terminata la guerra, il V 116 venne ceduto alla Regia Marina nel 1920 insieme al SMS B 97 e all'Ardimentoso ex S 63, come riparazione per i danni di guerra, assumendo il nuovo nome di Premuda e venendo riclassificato esploratore leggero.
Una volta in servizio sotto la nuova bandiera la nave fu assegnata alla «Divisione del Levante», con base a Costantinopoli.
Tra i suoi primi comandanti vi fu il capitano di fregata Mario Pellegrini.
Nella sera del 30 agosto 1923, durante la crisi di Corfù, il Premuda fece parte – insieme ai cacciatorpediniere Montanari, Cascino, La Farina, Medici e Carini, alle corazzate Cesare e Cavour, agli incrociatori corazzati San Giorgio e San Marco, alle torpediniere 50 OS e 53 AS, ai MAS 401, 404, 406 e 408 ed ai sommergibili Provana e Barbarigo – della squadra che bombardò ed occupò l’isola in questione. In particolare, l'esploratore bombardò con le proprie artiglierie la Fortezza Bassa dell'isola ed obbligò la guarnigione locale ad arrendersi in breve tempo.
Negli anni successivi l'unità ebbe compiti di squadra in Tirreno, in Adriatico e, per lungo tempo, anche in Egeo.
Nel 1938 il Premuda venne declassato a cacciatorpediniere e sbarcò i 4 tubi lanciasiluri da 500 mm, sostituendoli con 2 da 450 mm.
Radiato l'anno successivo, venne successivamente demolito.

## Galleria d'immagini

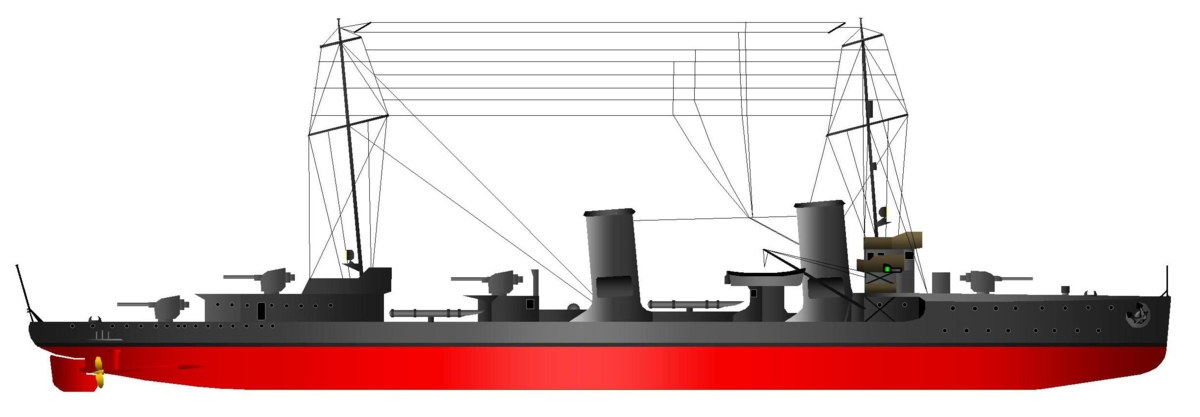
Profilo del V 116
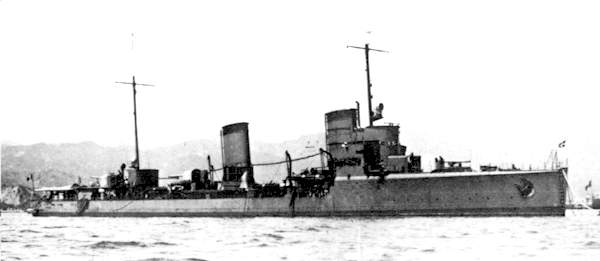
Foto ufficiale